# 福塔萊薩國際機場
福塔萊薩國際機場（葡萄牙語：Aeroporto Internacional de Fortaleza），又名平托·馬汀斯國際機場（Aeroporto Internacional Pinto Martins），IATA機場代碼：FOR、ICAO機場代碼：SBFZ，是巴西的一座國際機場，位於巴西東北部城市福塔萊薩。由德國法蘭克福機場管理公司負責營運。

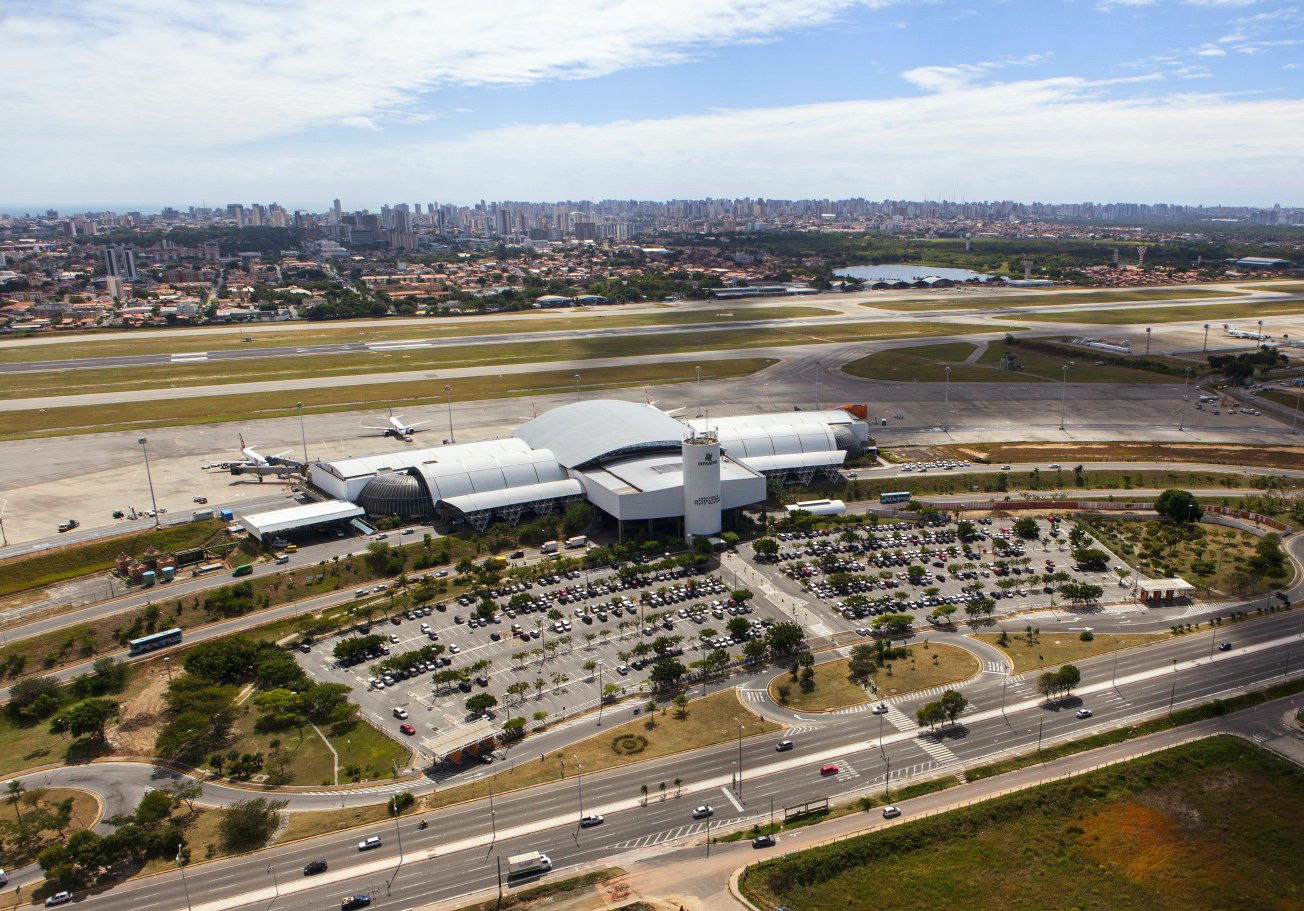
福塔萊薩國際機場

福塔萊薩機場在1966年開始營運。1997年，升格為國際機場。1974年至2017年間，福塔萊薩機場由巴西國營的Infraero公司營運。進駐福塔萊薩國際機場的航空公司包含巴西本土的藍色巴西航空（Azul）、高爾航空（GOL）、巴西南美航空（LATAM），以及TAP葡萄牙航空（AIR PORTUGAL）、法國航空（AIRFRANCE）等。